# Queens of the Breakers
Queens of the Breakers — третий студийный альбом канадской инди-фолк группы The Barr Brothers, изданный 13 октября 2017 года на лейбле Secret City Records. Альбом получил положительные отзывы музыкальной критики и интернет-изданий.

## Отзывы
| Совокупная оценка | Совокупная оценка |
| Источник          | Оценка            |
| ----------------- | ----------------- |
| Metacritic        | 77/100            |
| Оценки критиков   |                   |
| Источник          | Оценка            |
| Exclaim!          | 9/10              |
| Paste             | 8.7/10            |

Альбом получил положительные отзывы музыкальной критики и интернет-изданий. Агрегационный сайт Metacritic оценил альбом на 77 баллов по отзывам профессиональных рецензентов.
Керри Дул из Exclaim! отметил в рецензии, что «Братья Барр широко используют многослойный вокал и гармонии на Queens of the Breakers, и здесь достаточно тонких инструментальных поворотов, чтобы поддерживать ваш интерес. Это богатая и убедительная запись, которая заслуживает вашего пристального внимания».

## Итоговые списки
| Публикация | Список                             | Ранг | Ссылка |
| ---------- | ---------------------------------- | ---- | ------ |
| Exclaim!   | Top 10 Country/Folk Albums of 2017 | 7    | [ 4 ]  |
| Gigwise    | Top 50 Albums of 2017              | 42   | [ 5 ]  |

## Список композиций
| №   | Название                           | Длительность |
| --- | ---------------------------------- | ------------ |
| 1.  | «Defibrillation»                   | 5:33         |
| 2.  | «Look Before It Changes»           | 4:38         |
| 3.  | «Song That I Heard»                | 3:57         |
| 4.  | «Maybe Someday»                    | 4:11         |
| 5.  | «Kompromat»                        | 4:34         |
| 6.  | «You Would Have to Lose Your Mind» | 6:21         |
| 7.  | «Queens of the Breakers»           | 5:28         |
| 8.  | «It Came to Me»                    | 4:21         |
| 9.  | «Hideous Glorious»                 | 4:14         |
| 10. | «Hideous Glorious, Pt. 2»          | 1:47         |
| 11. | «Ready for War»                    | 5:47         |

## Чарты
| Чарт (2017)                    | Высшая позиция |
| ------------------------------ | -------------- |
| Канада (Canadian Albums Chart) | 29             |